# Eric Calcagno
Eric Calcagno y Maillmann (La Plata, 9 de abril de 1967) es un sociólogo y político argentino. Fue Embajador Extraordinario y Plenipotenciario en la República Francesa, Senador Nacional y Diputado Nacional por la Provincia de Buenos Aires. 

## Familia
Proviene de una familia con fuertes lazos con el ámbito académico y con Francia. Su abuelo Alfredo Domingo Calcagno fue rector de la Universidad Nacional de La Plata, y el embajador argentino frente a la UNESCO en París durante el gobierno de Arturo Frondizi. Su padre Alfredo Eric Calcagno estudió en el Institut d'Etudes Politiques de París antes de trabajar para la Comisión Económica para América Latina y el Caribe por más de veinte años. 
Calcagno estudió en el Liceo Francés Jean Mermoz y a principios de los 90, se graduó en administración pública de la École nationale d'administration y de sociólogo de La Sorbona en Francia.

## Trayectoria académica
| 1991-1993 | Diploma internacional de Administración Pública                        | Ecole Nationale d’Administration, París, Francia. Promoción Léon Gambetta.                             |
| 1990-1991 | Diploma de estudios avanzados (DEA) de Sociología                      | Université de París V, Réné Descartes, París, Francia. Especialización en Teoría de las Organizaciones |
| 1989-1990 | Diploma de Magistère en Ciencias Sociales                              | Université de París V – Réné Descartes – París, Francia. Especialización en Teoría de la Decisión.     |
| 1989-1990 | Maestría de Sociología General                                         | Universidad de París V – Réné Descartes, París, Francia.                                               |
| 1988-1989 | Licencia de Sociología                                                 | Universidad de París V – Réné Descartes, París, Francia.                                               |
| 1986-1988 | Diploma de Estudios Universitarios Generales de Sociología (D.E.U.G.)  | Universidad de París V – Réné Descartes, París, Francia.                                               |
| 1986-1988 | Diploma de Estudios Universitarios Generales de Lingüística (D.E.U.G.) | Universidad de París V – Réné Descartes, París, Francia.                                               |
| 1986      | Bachillerato bilingüe especializado en literatura y matemáticas (A1).  | Liceo Franco-Argentino “Jean Mermoz”, Buenos Aires, Argentina.                                         |

Se desempeñó como consultor económico y periodista en Le Monde Diplomatique (edición Cono sur), Diario Hoy de La Plata, las revistas Veintitrés y Veintitrés Internacional, y Terra. 
Es crítico de la economía neoliberal y del Consenso de Washington. Hizo equipo con su padre para enseñar economía en la Universidad Nacional de Lanús y en varias universidades más, incluso como director del Centro de Estudios del Pensamiento Económico Nacional en la Universidad de Buenos Aires. Desde 2012 fue docente en la Universidad Nacional de Avellaneda.

### Experiencia Académica
| 1998-2004 | Director de la Carrera Economía Empresarial Profesor concursado en Economía y Sociedad, Las etapas del Pensamiento Económico Profesor de Problemas Actuales de la Economía Argentina Departamento de Desarrollo Productivo y Trabajo Universidad Nacional de Lanús |
| 2003-2004 | Profesor titular de la Cátedra Realidad Social Latinoamericana Facultad de Derecho Universidad Nacional de Lomas de Zamora |
|           | Profesor de “Relaciones Económicas Internacionales” Maestría del Instituto de Integración Latinoamericana, Facultad de Derecho, Universidad Nacional de La Plata.                                                                                                  |
| 2002-2003 | Profesor de “Economía y Administración” Maestría en Planificación y Gestión de la Comunicación (Plangesco) |
| 2002-2003 | Profesor del “Curso Superior de Defensa” Escuela de Defensa Nacional. |
| 2003      | Profesor de “Economía de la Cultura” Maestría en Administración Cultural Facultad de Filosofía y Letras, Universidad de Buenos Aires |
| 2002      | Profesor invitado Curso “Economía y Sociedad en América Latina” Université de Pau et des Pays de l’Adour, Francia. |
| 1995-1998 | Profesor contratado “Literatura, Política y Sociedad en Francia, Siglos XIX y XX” “Grandes Temas de la Literatura Francesa” “Introducción a la Ciencia Política”. Universidad de Palermo                                                                           |
| 1993      | Docente de la materia “Administración Territorial” Curso “Administradores Gubernamentales” Instituto Nacional de Administración Pública |

### Idiomas
Bilingüe Castellano – Francés
Inglés hablado, leído y escrito
Italiano hablado, leído y escrito
Portugués hablado, leído y escrito
Nociones de latín, alemán y ruso

## Publicaciones

### Libros
Calcagno, Eric; Calcagno, Alfredo Eric. Como salir de laberintos. Temas de sociedad, economía y poder en la Argentina actual. Buenos Aires: Ed. Catálogos, 2015. 
Calcagno, Eric; Calcagno, Alfredo Eric. El Rumbo Argentino. 50 razones para apoyar el proyecto nacional. Buenos Aires: Ed. Colihue, 2014.
Calcagno, Eric; Calcagno, Alfredo Eric. El Resurgimiento Argentino. Buenos Aires: Ed. Facultad de Ciencias Sociales, Universidad Nacional de Lomas de Zamora, 2011. 
Calcagno, Eric; Calcagno, Alfredo Fernando; Calcagno, Alfredo Eric. Estrategia nacional para el desarrollo con Justicia Social. Buenos Aires: Ed. Fundación Primero Argentina, 2007. 
Calcagno, Eric. Terra Incógnita, Crónica virtual sobre la caída de la convertibilidad. Buenos Aires: Ed. Catálogos, 2005. 
Calcagno, Eric; Calcagno, Alfredo Eric. Una Argentina posible. Buenos Aires: Ediciones Le Monde Diplomatique, 2004. 
Calcagno, Eric; Calcagno, Alfredo Eric. Argentina, derrumbe neoliberal y proyecto nacional. Buenos Aires: Ed. Le Monde Diplomatique, 2003. 
Calcagno, Eric; Calcagno, Alfredo Eric. La deuda externa explicada a todos. 3a ed. Buenos Aires: Ed. Catálogos, 2002. 
Calcagno, Eric; Calcagno, Alfredo Eric. Para entender la política, entre la ilusión de lo óptimo y la realidad de lo pésimo. 2a ed. Buenos Aires: Grupo Editorial Norma, 2004. 
Calcagno, Eric; Calcagno, Alfredo Eric, Capítulo The sustainability of development en The developing countries in the international finance system, edited by Eduardo Mayobre, Central Bank of Venezuela, Lynne Rienner publishers, Boulder, Colorado, 1999. 
Calcagno, Eric. La maîtrise médicalisée des dépenses de santé. Paris, Ecole Nationale d’Administration, 1992. 
Calcagno, Eric. Service public en zone rurale et de montagne. Paris,  Ecole Nationale d’Administration, 1992. 

### Artículos
Ha publicado artículos en Le Monde Diplomatique - El Dipló Página|12, Realidad Económica, Miradas al Sur, Revista 23, Diario Hoy, entre otros.

## Trayectoria política
En 2005, fue suplente para el Senado Nacional en la lista del Frente para la Victoria por la Provincia de Buenos Aires, encabezada por Cristina Fernández de Kirchner quien ganó el máximo de dos bancas en octubre. Poco después de esa elección, en diciembre de 2005 Calcagno fue nombrado como Embajador en Francia, después de que Rafael Bielsa renunciase en público tras haberla aceptado el día anterior. 
En 2007, tras la victoria electoral de Fernández de Kirchner como Presidenta de la Argentina, Calcagno la reemplazó en el Senado. Ese año será convocado a ocupar el cargo de Subsecretario de la Pequeña y Mediana Empresa en el Ministerio de Economía y Producción de la Nación, en el que se desempeñó hasta junio de 2008, con licencia en el Senado. Reasumió como senador por la Provincia de Buenos Aires hasta finalizar el mandato el 11 de diciembre de 2011.
| Senador Nacional por la Provincia de Buenos Aires Honorable Senado de la Nación Presidente de la Comisión Bicameral de Control de los Fondos de la Seguridad Social (Ley 26.425) Presidente de la Comisión de Presupuesto y Hacienda Presidente de la Comisión de Infraestructura, Vivienda y Transporte Vocal de la Comisión Bicameral de Reforma del Estado y seguimiento de las privatizaciones (Ley Vocal de la Comisión de Relaciones Exteriores y Culto Vocal de la Comisión de Coparticipación Federal de Impuestos Miembro del Consejo del Fondo de Garantía de Sustentabilidad (FGS). |

El 23 de octubre de 2011 formó parte de la lista de candidatos a Diputados Nacionales por la provincia de Buenos Aires. La nómina resultó victoriosa, asumió como diputado en diciembre de 2011. Ha sido autor del Proyecto de Ley de Creación del Instituto Nacional de la Música (INAMU), aprobado en ambas Cámaras del Congreso Nacional y Promulgado como Ley 26.801.
| Diputado Nacional por la Provincia de Buenos Aires Honorable Cámara de Diputados de la Nación Autor de la Ley 26.801, que crea el Instituto Nacional de la Música (INAMU). Presidente de la Comisión Bicameral de Control de los Fondos de la Seguridad Social (Ley 26.425) Presidente de la Comisión Bicameral Permanente de Investigación del Origen y seguimiento de la Gestión y del Pago de la Deuda Exterior de la Nación (Ley 26.984) Vicepresidente 2º de la Comisión de Presupuesto y Hacienda Vocal de la Comisión Bicameral de Fiscalización de Organismos y Actividades de Inteligencia (Ley 25.520) Vocal de la Comisión Parlamentaria Mixta Revisora de Cuentas. Vocal de la Comisión de Asuntos Constitucionales Vocal de la Comisión de Ciencia, Tecnología e Innovación Productiva Vocal de la Comisión de Comercio Vocal de la Comisión de Comunicaciones e Informática Vocal de la Comisión de Defensa Nacional Vocal de la Comisión de Economía Vocal de la Comisión de Finanzas Vocal de la Comisión de Industria Vocal de la Comisión de Mercosur Vocal de la Comisión de Obras Públicas |

Desde 2016 fue Prosecretario Parlamentario del Senado.

## Consultorías
| 1999      | Director Ejecutivo Programa de Apoyo a la Reconversion Productiva (PARP) Programa de Apoyo Para la Empleabilidad de los Jóvenes (PAPEJ) Banco Interamericano de Desarrollo Ministerio de Trabajo de la Nación |
| 1996-1997 | Consultor Programa de Fortalecimiento Municipal (PFM) Banco Interamericano de Desarrollo Ministerio de Economía de la Provincia de Buenos Aires                                                               |
| 1995-1996 | Consultor Programa de Lucha contra el Sida Banco Mundial Ministerio de Salud de la Nación |